# رولاند فييرا
رولاند فييرا (بالفرنسية: Roland Vieira)‏ (16 أغسطس 1979 في ماكون) لاعب كرة قدم فرنسي يلعب حاليا لصالح نادي الدرجة الوطنية نيور الفرنسي في مركز المهاجم .

## روابط خارجية
- رولاند فييرا على موقع رابطة كرة القدم الفرنسية للمحترفين (الإنجليزية)
- رولاند فييرا على موقع قاعدة بيانات كرة القدم.إي يو (الإنجليزية)